# Rodolfo Coria
Rodolfo Aníbal Coria (* 1. června 1959 Neuquén) je argentinský paleontolog a v současnosti také ředitel paleontologického muzea Museo Carmen Funes v Plaza Huincul v argentinské provincii Neuquén. 

## Paleontologická kariéra

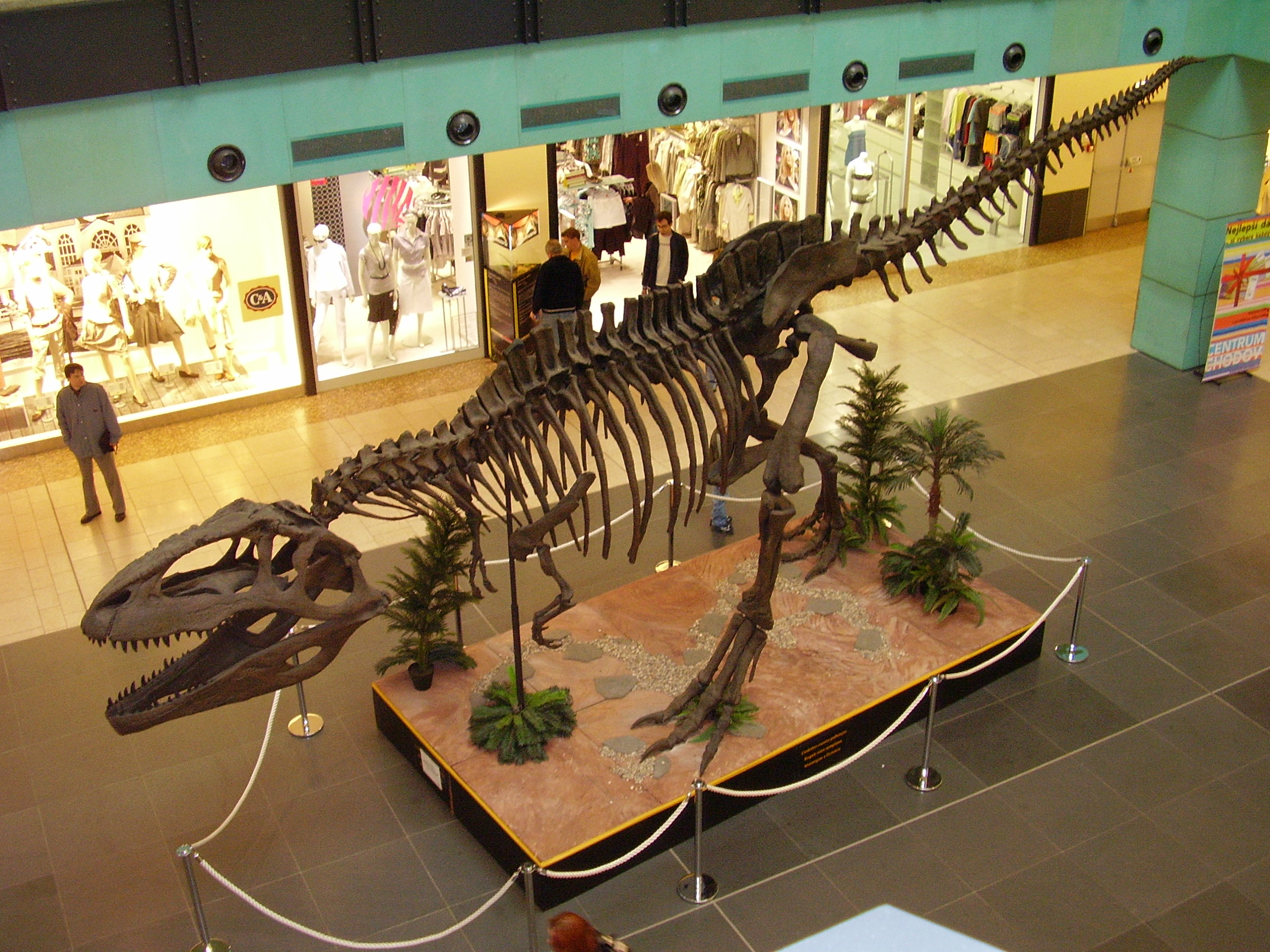
Kostra giganotosaura, obřího dravého dinosaura, formálně popsaného Coriou v roce 1995.

Coria je dlouhodobě znám především jako vědec, účastnící se popisu obřího sauropoda argentinosaura a teropoda giganotosaura, v obou případech jedněch z největších známých a nejpopulárnějších příslušníků svých vývojových skupin. Podílel se však také na výzkumu mnoha jiných jihoamerických dinosaurů a obratlovců obecně. Je také členem několika paleontologických a vědeckých společností a v současnosti je zároveň považován za jednoho z nejvýznamnějších jihoamerických paleontologů.